# Fakulta agrobiologie, potravinových a přírodních zdrojů České zemědělské univerzity v Praze
Fakulta agrobiologie, potravinových a přírodních zdrojů České zemědělské univerzity v Praze (FAPPZ ČZU) je jednou z šesti fakult České zemědělské univerzity v Praze (ČZU). Děkanem je prof. Josef Soukup. Fakulta sídlí v areálu ČZU v Praze v Suchdole. Historie fakulty počala zřízením zemědělského odboru při České vysoké škole technické (ČVŠT) v roce 1906 dekretem císaře Františka Josefa I. ze dne 26. října. Děkanem se tehdy stal zemědělský odborník profesor Julius Stoklasa. Fakulta agrobiologie, potravinových a přírodních zdrojů je vzdělávací a vědeckovýzkumnou institucí s více než 4 000 studenty a 300 zaměstnanci.

## Akreditované studijní programy
Na Fakultě agrobiologie, potravinových a přírodních zdrojů ČZU lze studovat obory bakalářského, magisterského a doktorského stupně studia. Některé obory jsou vyučovány také v angličtině. Studium je možno absolvovat prezenční nebo kombinovanou formou.

### Pracoviště fakulty
Fakulta má 16 odborných kateder a několik dalších pracovišť (Demonstrační a experimentální pracoviště, Výzkumnou stanici v Červeném Újezdě a Uhříněvsi, Centrum propagace a informačních systémů, Centrum pro výzkum chování psů, Demonstrační a výzkumnou stanici v Troji, Testační stanici Ploskov a nově od roku 2022 Výukové centrum zpracování zemědělských produktů, Výukovou veterinární ambulanci a Centrum Drift-Food.